# Châtel-de-Joux
Châtel-de-Joux ist eine französische Gemeinde im Département Jura in der Region Bourgogne-Franche-Comté.

## Geographie
Châtel-de-Joux liegt auf 756 m, etwa 16 Kilometer nordnordwestlich der Stadt Saint-Claude (Luftlinie). Das Bauerndorf erstreckt sich im Jura, in einer Senke im Quellgebiet des Drouvenant, in der waldreichen Umgebung der Forêt de la Joux im westlichen Hochjura.
Die Fläche des 14,13 km² großen Gemeindegebiets umfasst einen Abschnitt des französischen Juras. Die Landschaft ist geprägt durch Geländestrukturen wie Höhenrücken und Mulden, die gemäß der Streichrichtung des Faltenjuras in diesem Gebiet in Richtung Südsüdwest-Nordnordost orientiert sind. Die Muldenlagen weisen oftmals keinen oberirdischen Abfluss auf, da das Niederschlagswasser im porösen kalkhaltigen Untergrund versickert. Einziges oberirdisches Fließgewässer ist der Drouvenant, der beim Dorf entspringt und das Gebiet durch ein tiefes Erosionstal nordwärts zum Ain entwässert.
Die westliche Abgrenzung verläuft auf der Krete der Forêt de la Joux (bis 878 m). Von hier erstreckt sich das Gemeindeareal ostwärts über die Längsmulde von Châtel-de-Joux, den Rücken der Forêt de la Crochère (832 m) und eine weitere Längsmulde bis auf den angrenzenden breiten Kamm der Forêt de Prénovel, auf der mit 995 m die höchste Erhebung von Châtel-de-Joux erreicht wird. Das Gemeindegebiet ist Teil des Regionalen Naturparks Haut-Jura (frz.: Parc naturel régional du Haut-Jura).
Nachbargemeinden von Châtel-de-Joux sind Hautecour, La Frasnée und Saint-Maurice-Crillat im Norden, Nanchez und Les Piards im Osten, Étival und Meussia im Süden sowie Thoiria, Soucia und Clairvaux-les-Lacs im Westen.

## Geschichte
Das Gemeindegebiet von Châtel-de-Joux war bereits in vorgeschichtlicher Zeit und während der Römerzeit besiedelt. Erstmals urkundlich erwähnt wird der Ort im 13. Jahrhundert unter dem Namen castellum Jovis. Seit dem Mittelalter unterstand Châtel-de-Joux der Herrschaft von Clairvaux. Zusammen mit der Franche-Comté gelangte das Dorf mit dem Frieden von Nimwegen 1678 an Frankreich.

## Sehenswürdigkeiten

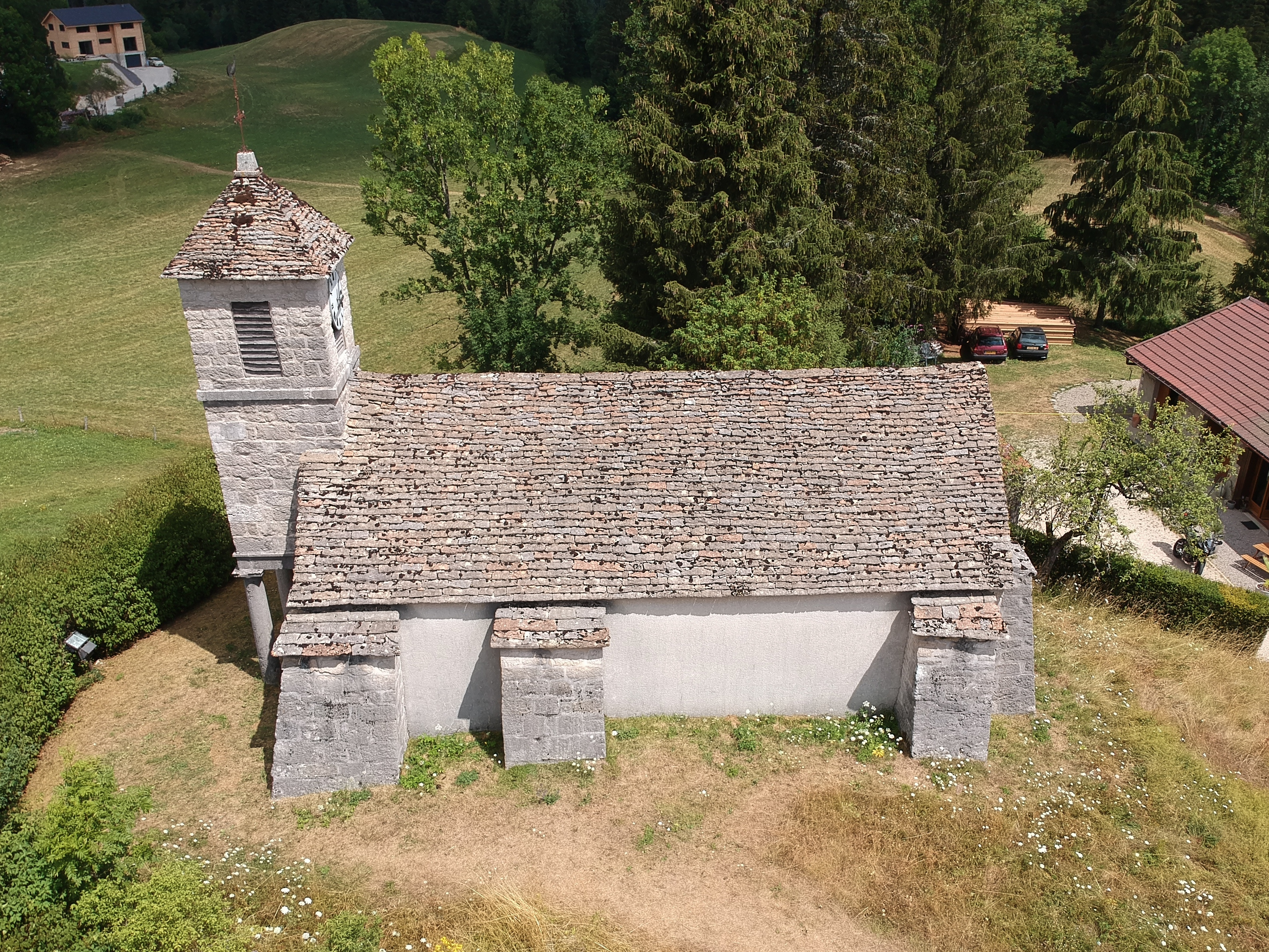
Kirche Saint-Claude

Aus dem 17. Jahrhundert stammt die Kapelle Saint-Claude; der Glockenturm wurde im 19. Jahrhundert hinzugefügt. Von der mittelalterlichen Burg sind Ruinen erhalten.

## Bevölkerung
| Jahr                       | 1962 | 1968 | 1975 | 1982 | 1990 | 1999 | 2009 | 2018 |
| Einwohner                  | 90   | 72   | 71   | 66   | 59   | 48   | 57   | 52   |
| Quellen: Cassini und INSEE |      |      |      |      |      |      |      |      |

Mit 49 Einwohnern (Stand 1. Januar 2022) gehört Châtel-de-Joux zu den kleinsten Gemeinden des Départements Jura. Nachdem die Einwohnerzahl in der ersten Hälfte des 20. Jahrhunderts stets im Bereich von ungefähr 100 Personen gelegen hatte, wurde seit Beginn der 1960er Jahre eine kontinuierliche Bevölkerungsabnahme verzeichnet.

## Wirtschaft und Infrastruktur
Châtel-de-Joux war bis weit ins 20. Jahrhundert hinein ein vorwiegend durch die Landwirtschaft, insbesondere Viehzucht und Milchwirtschaft, sowie durch die Forstwirtschaft geprägtes Dorf. Noch heute leben die Bewohner zur Hauptsache von der Tätigkeit im ersten Sektor. Außerhalb des primären Sektors gibt es nur wenige Arbeitsplätze in der Gemeinde, unter anderem in einer Sägerei.
Die Ortschaft liegt abseits der größeren Durchgangsstraßen an einer Departementsstraße, die von Clairvaux-les-Lacs nach Saint-Lupicin führt. Eine weitere Straßenverbindung besteht mit Prénovel.